# Saint-Viaud
Saint-Viaud település Franciaországban, Loire-Atlantique megyében. Lakosainak száma 2846 fő (2022. január 1.). Saint-Viaud Chaumes-en-Retz, Frossay, Paimbœuf és Saint-Père-en-Retz községekkel határos.

## Népesség
A település népessége az elmúlt években az alábbi módon változott:
| Lakosok száma | 1508 | 1576 | 1713 | 2046 | 2336 | 2407 | 2510 | 2631 | 2730 | 2846 |
|               | 1968 | 1982 | 1990 | 2006 | 2013 | 2015 | 2017 | 2019 | 2020 | 2022 |